# Rånen
Rånen är en sjö i Valdemarsviks kommun i Småland och ingår i Söderköpingsån-Vindåns kustområde. Sjön har en area på 1,94 kvadratkilometer och ligger 11,3 meter över havet.

## Delavrinningsområde
Rånen ingår i det delavrinningsområde (644403-154792) som SMHI kallar för Utloppet av Rånen. Medelhöjden är 24 meter över havet och ytan är 10,87 kvadratkilometer. Det finns ett avrinningsområde uppströms, och räknas det in blir den ackumulerade arean 34,36 kvadratkilometer. Avrinningsområdets utflöde mynnar i havet. Avrinningsområdet består mestadels av skog (50 procent) och jordbruk (21 procent). Avrinningsområdet har 1,9 kvadratkilometer vattenytor vilket ger det en sjöprocent på 17,5 procent.